# Brycon polylepis
Brycon polylepis е вид лъчеперка от семейство Bryconidae. Видът не е застрашен от изчезване.

## Разпространение
Разпространен е в Бразилия, Венецуела и Перу.

## Описание
На дължина достигат до 22,4 cm.
Популацията на вида е намаляваща.